# Patrick Sylvestre
Patrick Sylvestre (La Chaux-de-Fonds, 1968. szeptember 1. –) svájci válogatott labdarúgó.
A svájci válogatott tagjaként részt vett az 1994-es világbajnokságon és az 1996-os Európa-bajnokságon.

## Sikerei, díjai
Lugano
- Svájci kupa (1): 1992–93

Sion
- Svájci kupa (2): 1995–96, 1996–97